# تانسور تنش کشی

شکل 2.3 مولفه های تنش در سه جهت

در مکانیک محیط‌های پیوسته, تانسور تنش کشی {\displaystyle {\boldsymbol {\sigma }}\,\!}، تانسور تنش واقعی, یا به صورت ساده تانسور تنش, برگرفته از اسم آگوستین لویی کوشی, یک تانسور مرتبه سه نوع اول است، با نه مؤلفه {\displaystyle \sigma _{ij}\,\!} که به صورت کامل حالت تنش در یک نقطه داخل ماده را تعریف می‌کند. تانسور یک بردار جهت یکه n را به بردار تنش T(n) در سراسر یک سطح فرضی عمود برnمربوط می‌کند:
{\displaystyle \mathbf {T} ^{(\mathbf {n} )}=\mathbf {n} \cdot {\boldsymbol {\sigma }}\quad {\text{or}}\quad T_{j}^{(n)}=\sigma _{ij}n_{i}.\,\!}
که،
{\displaystyle {\boldsymbol {\sigma }}=\left[{\begin{matrix}\sigma _{11}&\sigma _{12}&\sigma _{13}\\\sigma _{21}&\sigma _{22}&\sigma _{23}\\\sigma _{31}&\sigma _{32}&\sigma _{33}\\\end{matrix}}\right]\equiv \left[{\begin{matrix}\sigma _{xx}&\sigma _{xy}&\sigma _{xz}\\\sigma _{yx}&\sigma _{yy}&\sigma _{yz}\\\sigma _{zx}&\sigma _{zy}&\sigma _{zz}\\\end{matrix}}\right]\equiv \left[{\begin{matrix}\sigma _{x}&\tau _{xy}&\tau _{xz}\\\tau _{yx}&\sigma _{y}&\tau _{yz}\\\tau _{zx}&\tau _{zy}&\sigma _{z}\\\end{matrix}}\right]\,\!}